# Maringá
Maringá är en stad och kommun i södra Brasilien och ligger i delstaten Paraná. Invånarantalet uppgår till cirka 390 000 i kommunen. Maringá grundades officiellt den 10 maj 1947, men platsen hade börjat bebyggas några år tidigare. Man hade bland annat byggt ett hotell redan 1942 då man förväntade sig att fler bosättare skulle hitta dit efter hand. Maringá blev en egen kommun 1951.

## Administrativ indelning
Kommunen var år 2010 indelad i tre distrikt:
- Floriano
- Iguatemi
- Maringá

## Storstadsområde
Marinás storstadsområde, Região Metropolitana de Maringá, bildades officiellt den 17 juli 1998 och bestod då av åtta kommuner. År 2005 utökades området med ytterligare fem kommuner och har nu över 660 000 invånare. 

### Kommuner
- Ângulo¹
- Astorga²
- Doutor Camargo²
- Floresta²
- Iguaraçu¹
- Itambé²
- Ivatuba²
- Mandaguaçu¹
- Mandaguari¹
- Marialva¹
- Maringá¹
- Paiçandu¹
- Sarandi¹

¹ Del av storstadsområdet från den 17 juli 1998.
² Del av storstadsområdet från 2005.